# 51e Assemblée générale de l'Île-du-Prince-Édouard
La 51e Assemblée générale de l'Île-du-Prince-Édouard fut en séance du 23 novembre 1966 au 26 mars 1970. Le Parti libéral dirigé par Alex Campbell forma le gouvernement.
Prosper Arsenault fut élu président.
Il y eut cinq sessions à la 51e Assemblée générale :
| Session | Début            | Fin              |
| ------- | ---------------- | ---------------- |
| 1re     | 23 novembre 1966 | 24 novembre 1966 |
| 2e      | 14 mars 1967     | 19 mai 1967      |
| 3e      | 22 février 1968  | 25 avril 1968    |
| 4e      | 11 mars 1969     | 6 juin 1969      |
| 5e      | 26 février 1970  | 26 mars 1970     |

## Membres

### Kings
| Circonscription | Membre de l'assemblée | Membre de l'assemblée | Parti        | Conseiller | Conseiller          | Parti        |
| --------------- | --------------------- | --------------------- | ------------ | ---------- | ------------------- | ------------ |
| 1er Kings       |                       | Bruce L. Stewart      | Libéral      |            | Daniel J. MacDonald | Libéral      |
| 2e Kings        |                       | J. Walter Dingwell    | Conservateur |            | Leo F. Rossiter     | Conservateur |
| 3e Kings        |                       | Thomas Curran         | Conservateur |            | Preston D. MacLure  | Conservateur |
| 4e Kings        |                       | Lorne Bonnell         | Libéral      |            | Keir Clark          | Libéral      |
| 5e Kings        |                       | J. Cyril Sinnott      | Libéral      |            | George J. Ferguson  | Libéral      |

### Prince
| Circonscription | Membre de l'assemblée | Membre de l'assemblée | Parti        | Conseiller | Conseiller           | Parti        |
| --------------- | --------------------- | --------------------- | ------------ | ---------- | -------------------- | ------------ |
| 1er Prince      |                       | Prosper Arsenault     | Libéral      |            | Robert Campbell (en) | Libéral      |
| 2e Prince       |                       | George Dewar          | Conservateur |            | Robert A. Grindlay   | Conservateur |
| 3e Prince       |                       | Henry W. Wedge        | Conservateur |            | Keith S. Harrington  | Conservateur |
| 4e Prince       |                       | G. Max Thompson       | Libéral      |            | Frank Jardine        | Libéral      |
| 5e Prince       |                       | T. Earle Hickey       | Libéral      |            | Alex Campbell        | Conservateur |

### Queens
| Circonscription | Membre de l'assemblée | Membre de l'assemblée   | Parti        | Conseiller | Conseiller          | Parti        |
| --------------- | --------------------- | ----------------------- | ------------ | ---------- | ------------------- | ------------ |
| 1er Queens      |                       | Frank Myers             | Conservateur |            | Walter Russell Shaw | Conservateur |
| 2e Queens       |                       | J. Sinclair Cutcliffe   | Libéral      |            | Lloyd MacPhail      | Conservateur |
| 3e Queens       |                       | Cecil A. Miller         | Libéral      |            | J. Russell Driscoll | Conservateur |
| 4e Queens       |                       | J. Stewart Ross         | Libéral      |            | Harold P. Smith     | Libéral      |
| 5e Queens       |                       | Gordon Lockhart Bennett | Libéral      |            | J. Elmer Blanchard  | Libéral      |
| 6e Queens       |                       | J. David Stewart        | Conservateur |            | M. Alban Farmer     | Conservateur |